# Chalepus longehumeralis
Chalepus longehumeralis es un insecto coleóptero de la familia Chrysomelidae.
Fue descrita científicamente en 1931 por Pic.